# Shin-Etsu Chemical
Shin-Etsu Chemical (jap. 信越化学工業株式会社, Shin’etsu Kagaku Kōgyō Kabushiki kaisha) ist das größte japanische Unternehmen im Chemiesektor und der weltweit größte Hersteller von Polyvinylchlorid und Silizium-Wafern für die Halbleiter-Industrie.
Shin-Etsu Chemical verfügt heute über Produktionsanlagen in 17 Ländern und besteht aus 113 Unternehmen weltweit.

## Geschichte
Das Unternehmen wurde am 18. September 1926 als Shin’etsu Chisso Hiryō K.K. (信越窒素肥料株式会社, dt. „Stickstoffdünger Shin’etsu“, engl. Shin-Etsu Nitrogen Fertilizer) gegründet. 1940 erhielt es seinen heutigen Namen, der sich aus der Bezeichnung der Region Shin’etsu ableitet, die aus den historischen Provinzen Shinano und Echigo besteht.

## Produkte
- PVC/Chloralkali-Elektrolyse (34 % des Umsatzes)[2]
- Wafersilizium (20 %)
- Silikone (12 %)
- Electronics & Functional Materials: synthetischer Quarz, seltene Erden (18 % des Umsatzes)
- Spezialchemikalien (8 %)
- Rest (8 %)

## Japan
In Japan betreibt Shin-Etsu 5 Produktionswerke in Naoetsu, Takefu, Kashima, und 2 in Gunma. Der Hauptsitz und die Verwaltung befinden sich in Tokyo.

## Shintech
Die amerikanische Tochtergesellschaft Shintech ist der größte PVC-Hersteller der USA mit einem Marktanteil von 36 %. Shintech besitzt Werke in Addis (30° 19′ 38″ N, 91° 15′ 23″ W) und Plaquemine (30° 16′ 24″ N, 91° 10′ 23,8″ W), Louisiana, sowie in Freeport (Texas) (28° 59′ 31,1″ N, 95° 21′ 20″ W). Für 2015 plant Shintech eine Produktion von 2,95 Mio. t Polyvinylchlorid pro Jahr.

## SE Tylose

### SE Tylose Deutschland

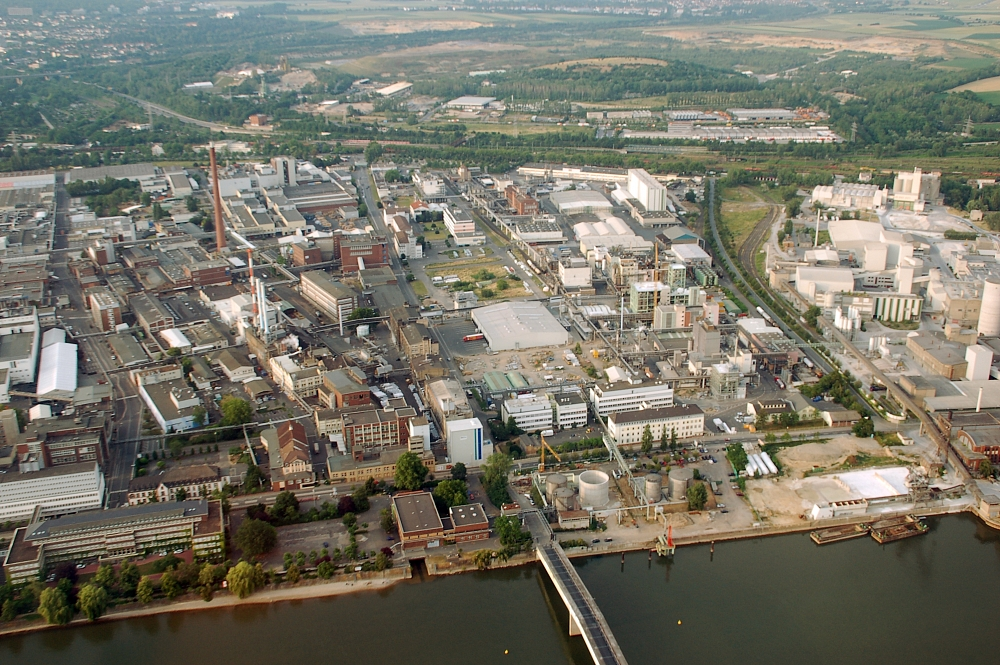
Blick auf den Industriepark von Mainz aus

In Deutschland ist der Konzern durch die SE Tylose vertreten.
Das Unternehmen entstand zunächst aus einer Ausgliederung aus der Schweizer Clariant.
Das Celluloseether-Geschäft im Industriepark Kalle-Albert in Wiesbaden, welches an diesem Ort bereits seit 1935 bestand, übernahm Shin-Etsu im Jahr 2004 für einen Kaufpreis von 241 Millionen Euro.
Durch die Akquisition und Ausbau in Deutschland wurde der Shin-Etsu-Konzern zu einem der bedeutendsten Celluloseether-Hersteller der Welt. Die Celluloseethersparte des Chemiekonzerns ist einer der Marktführer unter den Methylcellulose-Herstellern (MC) und bedeutender Marktteilnehmer bei Hydroxyethylcellulose (HEC) und weiteren chemischen Spezialitäten auf Basis des nachwachsenden Rohstoffs "Cellulose".
Die deutsche Tochtergesellschaft SE Tylose produziert und vermarktet verschiedene wasserlösliche Celluloseether unter dem ursprünglichen Kalle-Markennamen Tylose® und Tylopur®.
Beliefert wird die verarbeitende Industrie mit entsprechenden Hilfsstoffen (Baustoff- und Farbenindustrie, Chemische Industrie, Kosmetik- und Pharmaindustrie sowie Lebensmittelindustrie).
Durch die Übernahme wurde der Umsatz von Shin-Etsu mit Celluloseether-Produkten verdoppelt. Es erfolgte ein Kapazitätsausbau im Umfang von 100 Millionen Euro bis 2006. Dieser beinhaltete 80 Millionen Euro für die neue Produktionsanlage. 30 Millionen Euro wurden zusätzlich vom Betreiber des Industrieparks für die dazugehörige Infrastruktur, wie den Ausbau der Energieversorgung und der biologischen Abwasserreinigungsanlage investiert.
2009 hat die Firma ihre Produktionsanlagen um weitere 10.000 Tonnen pro Jahr (20 %) aufgestockt und damit einen zweiten Standort zur Produktion von pharmazeutischen Hilfsstoffen in Europa aufgebaut. Durch eine Explosion und dem anschließenden Brand der Produktionsanlagen in Naoetsu (Stadt Jōetsu) am 20. März 2007 wurde dieser Aufbau forciert.
Die Etymologie des Markennamens "Tylose" ist zurückführbar auf das „ty“ von Ethyl-, Methyl etc. sowie die Endung „lose“ der Cellulose. Die SE Tylose beschäftigte 500 Mitarbeiter im Jahr 2007.

### Vertriebsbüros weltweit
SE Tylose unterhält weltweit diverse Vertriebsbüros, unter anderem in Frankreich, Spanien, Polen, Italien, Rumänien, Großbritannien, Türkei und Russland.

### SE Tylose USA
In den USA ist der Konzern durch die „SE Tylose USA, Inc.“ vertreten.
2016 hat die Firma ihre Produktionsanlagen um weitere 9.000 Tonnen pro Jahr aufgestockt und damit einen zweiten Standort zur Produktion von HEC in USA aufgebaut.

### SE Tylose Brasilien
In Brasilien ist der Konzern durch die "Shin-Etsu do Brasil Representação de Produtos Quimicos Ltda." vertreten und für die Länder Brasilien, Argentinien sowie Chile zuständig.

### SE Tylose Singapur
In Singapur ist der Konzern durch die "SE Tylose Singapore PTE. LTD." vertreten, mit Zuständigkeit für die Länder Australien, China, Indonesien, Malaysia, Neuseeland, Philippinen und Singapur.

### SE Tylose Indien
In Indien ist der Konzern durch die "Shin-Etsu Chemical Tylose India Pvt. Ltd." vertreten und kümmert sich um den Vertrieb in den Ländern Bangladesch, Indien, Pakistan sowie Sri Lanka.

## Shin-Etsu Pharma & Food Materials Distribution (SE PFMD, 2011–2019)
SE PFMD war der Vertriebspartner für die pharmazeutische und Food-Industrie von Shin-Etsu Chemical Co., Ltd., Japan, und SE Tylose, Deutschland, mit Sitz im Industriepark Kalle-Albert in Wiesbaden und vermarktet diese unter den Markennamen Metolose®, Tylopur®, Pharmacoat®, Shin-Etsu AQOAT®, L-HPC und HPMCP.
Die SE PFMD wurde im Jahr 2019 mit Verschmelzungsvertrages vom 7. Mai 2019 auf die SE Tylose GmbH & Co. KG verschmolzen.

## Shin-Etsu PVC
In den Niederlanden ist der Konzern mit der "Shin-Etsu PVC B. V." vertreten und produziert über 3 Mio. Tonnen PVC in den Werken Pernis und Botlek. Die Hauptverwaltung befindet sich in Hilversum. PVC wird benutzt, um Rohrleitungssysteme, Fensterrahmen, Bodenbeläge, Kabel und viele andere Arten von Produkten herzustellen.

## Shin-Etsu Silicones
Das Silizium-Business wird von Shin-Etsu Silicones betrieben.
Im Jahr 1953 startete Shin-Etsu Chemical als erste japanische Firma das Siliziumgeschäft in Japan. In den darauffolgenden Jahrzehnten wurde die Produktlinie stetig weiterentwickelt und umfasst mittlerweile über 5.000 Produkte für Anwendungen in einer Vielzahl von Branchen. Die Produkte werden unter dem Markennamen „Shin-Etsu Silicones“ in der Elektro- / Elektronikfertigung, Automobilherstellung, Bau, Kosmetik, Gesundheitswesen und die chemische Industrie eingesetzt.

### Vertriebsbüros weltweit
Shin-Etsu Silicones hat weltweit Produktionsstätten und Verkaufsbüros, darunter in den USA, Südkorea, China, Taiwan, Singapur, Thailand und den Niederlanden.